# Donald Finlay
Donald Osborne "Don" Finlay (* 27. května 1909 Christchurch – 18. dubna 1970 Great Missenden) byl britský atlet, překážkář, mistr Evropy v běhu na 110 metrů překážek z roku 1938.

## Sportovní kariéra
Mezinárodní sportovní kariéru započal na olympiádě v Los Angeles v roce 1932, kde vybojoval bronzovou medaili v běhu na 110 metrů překážek. Byl rovněž členem britské štafety na 4 x 100 metrů, která doběhla šestá. Na následující olympiádě v Berlíně v roce 1936 skončil v běhu na 110 metrů překážek druhý ve vyrovnaném evropském rekordu 14,4. V roce 1938 se stal v této disciplíně mistrem Evropy, když opět vyrovnal evropský rekord, tentokrát časem 14,3 s. Při svém třetím olympijském startu v roce 1948 v Londýně sice nepostoupil z rozběhu na 110 metrů překážek, byl však vybrán, aby složil jménem sportovců olympijský slib.
V roce 1935 se stal pilotem RAF. Během druhé světové války sestřelil čtyři nepřátelské letouny a tři poškodil. Byl povýšen do hodnosti podplukovníka.